# Пашнино 1-е
Пашнино 1-е — деревня в Красноармейском районе Челябинской области России. Входит в состав Лазурненского сельского поселения.

## География
Деревня находится на северо-востоке Челябинской области, в лесостепной зоне, на северном берегу озера Сугояк, на расстоянии 12 километров (по прямой) к северо-западу от села Миасского, административного центра района. Абсолютная высота  211 метров над уровнем моря.
Основатель: Дмитрий Софронович Пашнин, первопоселенец Миасской крепости, затем казачий старшина, умер после 1748 года.

## Население
| 2002 | 2010 |
| ---- | ---- |
| 337  | ↘313 |

Гендерный состав
По данным Всероссийской переписи населения 2010 года в гендерной структуре населения мужчины составляли 47,9 %, женщины — 52,1 %.
Национальный состав
Согласно результатам переписи 2002 года, в национальной структуре населения русские составляли 77 %.

## Улицы
Уличная сеть деревни состоит из девятнадцати улиц.